# Pedro Téllez-Girón y de la Cueva
Pedro Téllez-Girón de la Cueva Velasco y Toledo (Osuna, 29 de julio de 1537-Madrid, 13 de septiembre de 1590) fue un noble, político y militar español, I duque de Osuna, V conde de Ureña, V señor de Olvera, grande de España, entre otros títulos. Fue hijo de Juan Téllez-Girón y de su esposa María de la Cueva y Toledo, de la Casa de Alburquerque.

## Vida
Pedro Téllez-Girón, conde de Ureña, hizo carrera cortesana y política al servicio de Felipe II, apoyado en buena medida por su inmenso patrimonio, uno de los más grandes y saneados de la nobleza española.
Sirvió como embajador en Portugal (1579), colaborando con Cristóbal de Moura para facilitar la unión de Portugal a España. Aspiraba a dirigir el ejército que ocupara el reino luso, y fue profundamente ofendido por el nombramiento del duque de Alba para este cometido.
En compensación, en octubre de 1580 se le encargó el honroso cometido de la presidencia del cortejo que debía trasladar al monasterio de El Escorial el cadáver de la reina Ana de Austria, fallecida en Badajoz, y unos meses después fue recompensado con el virreinato de Nápoles. Según la biografía de Gregorio Leti se llevó a su nieto Pedro, de ocho años, pero no hay documento alguno que lo pruebe.
Encargó a Jerónimo Gudiel un libro de la historia de los Girón, publicado en Alcalá de Henares en 1577: Compendio de alguna historias de España, donde se tratan muchas antigüedades dignas de memoria y, especialmente, se de noticia de la antigua familia de los girones, y de otros muchos linajes.
Casó en enero de 1552 con doña Leonor Ana de Guzmán y Aragón (c. 1540 - 23 de noviembre de 1573), hija de Juan Alfonso Pérez de Guzmán, sexto duque de Medina Sidonia (1502-1558), y Anna de Aragón. Con quien tuvo 11 hijos, entre ellos Juan, su sucesor en los títulos. Leonor falleció en Osuna el 23 de noviembre de 1573. Contrajo segundo matrimonio en 1575 con Isabel de la Cueva y Castilla (m.1619), hermana de Beltrán III de la Cueva y Castilla, VI duque de Alburquerque, ambos hijos de Diego de la Cueva y Toledo, mayordomo de Carlos I de España e hijo de Francisco Fernández de la Cueva y Mendoza, II duque de Alburquerque. Con su segunda esposa tendría un hijo, Antonio (Nápoles, 1585-Cuéllar, 1591).
Entre sus hijos de su primer matrimonio estaban:
- María Telles-Girón y Guzman (1553-1608) se casó con Juan Fernández de Velasco, quinto duque de Frías (c. 1550-1613)
- Juan Téllez Girón y Pérez Guzmán (1554-1600), segundo duque de Osuna
- Ana Telles-Girón (1558-?), casada con Fernando Enriquez de Ribera y Cortes, IV marqués de Tarifa (1565-1590).

Se cuenta que siendo ya duque tuvo un hijo ilegítimo, conocido como el autor teatral Tirso de Molina .
Murió a los 53 años, 1 mes y 19 días y fue enterrado en la Capilla del Santo Sepulcro de la Iglesia Colegial (Osuna, Provincia de Sevilla)
| Predecesor: Juan Téllez-Girón, el Santo | Conde de Ureña 1558-1590                              | Sucesor: Juan Téllez-Girón y Guzmán  |
| Predecesor: Juan de Zúñiga y Requeséns  | Virrey de Nápoles Noviembre de 1582-noviembre de 1586 | Sucesor: Juan de Zúñiga y Avellaneda |
| Predecesor:                             | Duque de Osuna 1562-1590                              | Sucesor: Juan Téllez-Girón y Guzmán  |